# Seneka Stariji
Seneka Stariji (lat. Marcus Annaeus Seneca: Marko Anej Seneka), poznat i kao Seneka Retoričar, otac slavnog filozofa Seneke Mlađeg, bio je rimski orator i pisac. Rođen je u Cordobi 54. pr. Kr., a umro je 39. godine.
Smatra se najvećim majstorom retoričke i deklamatorske vještine. Sastavio je zbirku tema za školske vježbe u starosti, te stoga i nadimak: Seneka Stariji.